# Большая Академическая улица
Больша́я Академи́ческая у́лица — улица в Северном административном округе города Москвы на территории Войковского района, района Коптево и Тимирязевского района. Пролегает от улицы Космонавта Волкова до железнодорожной линии Санкт-Петербург — Москва (главный ход Октябрьской железной дороги). После железнодорожной линии продолжается как 3-й Нижнелихоборский проезд. Нумерация домов начинается от улицы Космонавта Волкова. Входит в состав Северо-Западной хорды. Конец улицы является точкой пересечения Северо-Западной и Северо-Восточной хорд.

## Происхождение названия
Улица образована 8 сентября 1950 года из Большой Академической улицы и Академического проезда, названных по находящейся вблизи Сельскохозяйственной академии им. К. А. Тимирязева (бывшей Петровской земледельческой и лесной академии). Академия была основана в 1865 году и получила название от места расположения — села Петровско-Разумовское.
Ранее часть улицы называлась улица Выселки (здесь в XVIII веке образовались выселки, отделившиеся от села Петровско-Разумовское), в 1922—1950 годах улица Выселки называлась Кондратьевский проезд.

## Расположение
Большая Академическая улица проходит от улицы Космонавта Волкова, с северо-запада к ней примыкает улица Клары Цеткин, затем пересекает улицу Приорова, потом с северо-запада примыкает 8-й Новоподмосковный переулок и с запада: улица Зои и Александра Космодемьянских, Новопетровская улица, Коптевский бульвар, 3-й Михалковский переулок. Далее Большая Академическая улица пересекает Михалковскую улицу (которая после пересечения на восток переходит в улицу Прянишникова), с северо-запада к ней примыкают 1-й и 4-й Новомихалковские проезды, затем пересекает улицу Лихоборские Бугры (которая после пересечения на юго-восток переходит в Академический проезд) и доходит до улицы Линии Октябрьской Железной Дороги. После пересечения линии Октябрьской железной дороги переходит в 3-й Нижнелихоборский проезд.

## Здания и сооружения

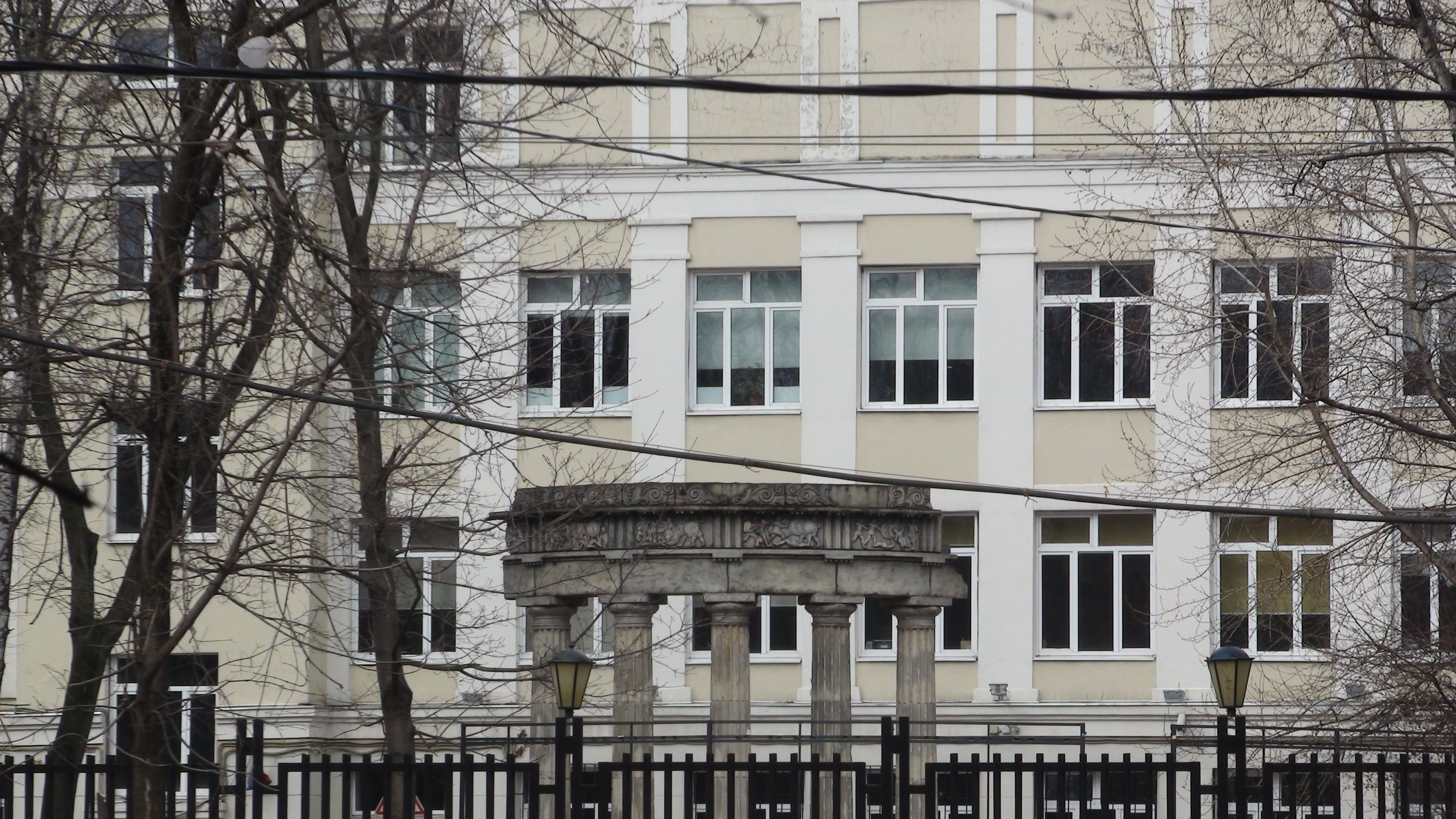
Большая Академическая улица д. 11а

### По нечётной стороне
- Дом 1 (он же ул. Космонавта Волкова, 23) — учебный корпус «Социально-экономический» Гимназии № 1576, ранее — школа № 213 (основана в 1936 году, располагалась по адресу: Лиственничная аллея, дом 8). Здание построено в 1958 году.
- Дома 5, 5с2, 5с3 и 5а — комплекс офисно-административных зданий. Самое раннее из них (д. 5) построено в 1957 году, реконструировано под бизнес-центр в 2007 году. В доме 5а, построенном в 2004 году, располагаются офис и дата-центр компании «Стек Телеком» и офисы ряда других телекоммуникационных компаний, в том числе «Радио Дача», «Love Radio», «Такси FM» и др.

Далее располагается комплекс зданий Научно-производственного предприятия «Дельта», имеющих адрес по улице Клары Цеткин.
- Дом 9/20 — кирпичный 5-этажный жилой дом серии I-511 (1960 год). За ним в 2001 году выстроен панельный 17-этажный дом серии III/17 (д. 9к1).
- Дом 11а — Центр образования № 686 «Класс-Центр» (общеобразовательная школа, отделение музыкальной школы, отделение драматической школы). Здание построено в 1940 году и является одним из двух самых старых на улице (наряду с домом 22к7).
- Дом 13а — Коптевские бани, построены в 1958 году, реконструированы в 2015 году. Рядом с ним (дом 13а строение 2) ещё одно задние коммунально-бытового назначения того же года постройки.
- Под номером 15 находятся сейчас два жилых дома: 15к5 — кирпичный 5-этажный серии I-511 (1959 год); и 15к1 — монолитно-кирпичный 14-этажный по индивидуальному проекту (1999 год). Дальше по улице располагается дом 17 — панельный 12-этажный серии П-18/22П-18/22 (1968 год), выстроенный одновременно с тремя аналогичными домами на другой стороне улицы.
- Следующий квартал застроен главным образом 5-этажными кирпичными жилыми домами серий II-14 (д. 21, 1958 год), I-511 (д. 21а и 23, 1960 год), I-410 (д. 25, 27 и 29; 1957—1959 годы) и I-515 (31/1, 1962 год). В 1968—1969 годах в глубине квартала было выстроено три 12-этажных блочных «башни» серии II-18-01/12 (23а, 25а и 29б). Также в глубине стоит 4-этажный кирпичный жилой дом 1958 года серии МГ-1 (29а).
- Владение 33 — Храм Георгия Победоносца в Коптево. Деревянная церковь была построена в 1997—1999 годах. Позже на участке храма были возведены хозяйственные постройки, здание воскресной школы и крестильная церковь «Четырнадцати тысяч младенцев, от Ирода избиенных».
- Квартал между Коптевским бульваром и 3-м Михалковским переулком внутри застроен 5-этажными кирпичными жилыми домами серии II-28 (35а, 35б и 35в; 1959—1961 годы) и 5-этажными блочными домами серии I-510 (37, 39а, 39б и 39в; 1961 год). Линия улицы застроена двумя 14-этажными жилыми «башнями» (35 и 39к3) 1985 и 1992 годов постройки, тремя торговыми зданиями постройки 1962 года (35с1, 39 и 41/1с1) и 9-этажными жилым домом, возведённым в 1998 году (37к2).
- Застройка следующего квартала вдоль Большой Академической относится к началу 2000-х годов. Три аналогичных здания изменяющейся этажности (от 9 до 18 этажей в разных частях) 2002—2004 годов постройки (45к1, 47к1, 49к1), одно здание от 9 до 19 этажей на углу с Михалковской улицей 2001 года (51/1), а также три панельных жилых дом серии П-44Т 2000—2003 годов (43к2, 47к2, 49к2) во второй линии. На углу с 3-м Михалковским переулком в 2005 году был построен 5-ярусный «народный гараж» (д. 43).
- В глубине того же квартала расположены в зданиях 2007 года постройки дошкольные отделения двух школ. Дом 45А — Лингвистический центр (дошкольное отделение № 2) Школы № 1223; в прошлом — ясли-сад № 298. Дом 47А — Дошкольное отделение 309 Школы № 185 имени В. С. Гризодубовой; в прошлом — ясли-сад № 309.
- Дома 53, 53а и 55 (серия I-511), 57 и 59/1кА (серии I-410) и 59/1кБ (серии II-01) — 5-этажные кирпичные жилые 1956—1962 годов. Между ними в 1994 году построен дом 57а — 16-этажный одноподъездный блочный жилой дом серии II-68.
- Дом 55А — Дошкольное отделение 453/2 Школы № 185 имени В. С. Гризодубовой.
- Дома 63 и 67 — 18-этажные монолитные, построены в 2006 году. Дом 65 — 12-этажный кирпичный жилой дом с одноэтажной нежилой пристройкой для магазина серии II-67 (1968 год).
- д. 63А — ясли-сад № 328
- д. 73А — детский сад № 631
- д. 77А — средняя общеобразовательная школа № 848 (в школе музей «Москва и Судьбы российского флота»)
- д. 77А, стр. 1 — Педагогический колледж № 13 им. С. Я. Маршака
- д. 79, корп. 4 — Пенсионный фонд района Коптево

### По чётной стороне
- Начало улицы застроено жилыми кирпичными домами 1958—1959 годов постройки: 2/25 (7 этажей), выстроенный по индивидуальному проекту; 4 (8 этажей) серии II-08; 6к1 (5 этажей) серии II-03. Во дворе расположены два одноэтажных гаража (4с1 и 4с2) и детский сад (дом 6а) того же времени. Позже выстроен дом 6к2 — панельный 5-этажный серии КПД-4570-II-63.
- Дома 8к1, 8к2 и дом 11 по ул. Приорова образуют жилой квартал 5-этажных кирпичных домов серий I-511 и II-14, построенный в 1957—1961 годах.
- Следующий квартал также застроен в основном 5-этажными кирпичными жилыми домами серии I-511, возведёнными в 1959—1963 годах (12/18к1, 12/18к2, 18, 18а, 20 и 20а). Также тут стоит кирпичный 9-этажный дом 1965 года постройки серии II-18-01/09-К (д. 14) и блочные 5-этажки серии I-510 (18б и 18в) 1962—1963 года.
- Дом 22А — учебный корпус «Академический» Гимназии № 1576, бывшая школа № 1126. Здание 1994 года.
- Дома 22, 24к1 и 24к2, стоящие в первой линии — панельные 12-этажные серии П-18/22 с одноэтажными пристройками под магазины, построены в 1966—1968 годах вместе с домом 17 на другой стороне улицы.
- Дальнюю от улицы линию образуют дома 20б (15 этажей), 24а (9 этажей) и 24к3 (ступенями в 10, 14 и 21 этаж) — жилые кирпичные, выстроены по индивидуальным проектам в 1976, 1965 и 2002 годах. В той же линии стоит дом 22б — панельный 17-этажный серии П-44, выстроен в 1988 году; в нём располагается Коптевский отдел Управления труда и занятости САО.
- Ещё глубже расположен дом 22к7 — один из самых старых на улице (1940 год). Сейчас в нём располагается Межрайонный отдел вневедомственной охраны УВД по САО.

Далее вдоль чётной стороны улицы располагается зелёная зона, разбитая в начале 2010-х годов. Она начинается детским парком «Вишнёвый сад» и продолжается до пересечения Большой Академической с Коптевским бульваром. Дома 24-28 находятся за ней, в глубине от улицы.
- Дом 24 — Британская международная школа № 1. Здание построено в 1961 году.
- Дом 26 — корпус дошкольного образования «Солнышко» Гимназии № 1576 (бывший детский сад № 2213) в здании постройки 1967 года.
- Владение 28 — Территория № 2 Детской инфекционной клинической больницы № 6 (до 2012 года — Детская инфекционная больница № 4). Корпуса построены в 1959 и 1974 годах.
- Владение 38 — Стадион учебно-спортивного комбината «Наука» Московского авиационного института (стадион «Наука»), строившийся с 1941 по 1962 год и реконструированный в 2010-х годах.

После стадиона «Наука» Большая Академическая улица своей чётной стороной проходит вдоль Большого Садового (Академического) пруда и располагающейся по его берегу зоны отдыха, пересекает образовавшую пруд плотину и проходит вдоль Малых Садовых прудов, находящихся за зелёными насаждениями.
- Дом 44 — комплекс зданий, построенных в 1975—1985 годах, в котором располагаются Всероссийский научно-исследовательский институт гидротехники и мелиорации имени А. И. Костякова (44с2) и Институт природообустройства имени А. И. Костякова Российского государственного аграрного университета — МСХА имени К. А. Тимирязева (до 2014 года — Московский государственный университет природообустройства; 44с3, 44с4, 44с5 и 44с6), а также производственный корпус (44с1).

Далее с чётной стороны улицы находятся опытные поля Российского государственного аграрного университета — МСХА имени К. А. Тимирязева и отдельные небольшие строения во владении 72 — автозаправочная станция (с 1994 года), автомойка и торговый павильон.

## Транспорт

### Наземный транспорт

#### Автобус
- № т57, 300 (по всей длине улицы).
- № 204, 282, 591 (от остановки «улица Зои и Александра Космодемьянских» до остановки «Мост Октябрьской железной дороги»).
- № 114 (от остановки «Стадион „Наука“» до остановки «Мост Октябрьской железной дороги»).
- № 123 (от остановки «Лихоборские бугры» до остановки «Мост Октябрьской железной дороги»).
- № 323 (от улицы Приорова до 4-го Новомихалковского проезда, обратно - от 4-го Новомихалковского проезда до ул. Космонавта Волкова).
- № 780 (от улицы Приорова до улицы Зои и Александра Космодемьянских и от улицы Зои и Александра Космодемьянских до улицы Космонавта Волкова).
- в районе бывшего кинотеатра «Байкал» и остановки наземного транспорта «Михалковская улица» Большую Академическую улицу пересекают маршруты автобуса № 72, 427, 801.

#### Трамвай
В районе бывшего кинотеатра «Байкал» остановки «Михалковская улица» Большую Академическую улицу пересекает трамвайная линия, по которой проходят маршруты № 27, 29.

#### Остановки
Остановка в начале улицы — «МЦД „Красный Балтиец“»:
- Автобусы т57, 323 (в сторону МЦК Лихоборы), 780 (в сторону станции метро «Войковская»)

Остановка в конце улицы — «Мост Октябрьской железной дороги»:
- Автобусы т57 (конечная), 114, 123, 204, 282, 591.

### Московский метрополитен
Непосредственно на Большой Академической улице станций Московского метрополитена нет.
Ближайшие станции:
- станция метро «Войковская» (Замоскворецкая линия) на Ленинградском шоссе в районе улицы Зои и Александра Космодемьянских
- станция МЦК Коптево в районе пересечения проезда Черепановых, Коптевской и Михалковской улиц.
- станция МЦК Лихоборы в конце проезда Черепановых.
- станция МЦК Окружная — на Локомотивном проезде у платформы «Окружная» Савёловского направления Московской железной дороги.
- станция метро «Окружная» (Люблинско-Дмитровская линия) — рядом со станцией МЦК «Окружная» и платформой «Окружная», все три станции в будущем войдут в состав ТПУ «Окружная».
- станция метро «Петровско-Разумовская» (Серпуховско-Тимирязевская линия/Люблинско-Дмитровская линия) на Дмитровском шоссе.

### Проект строительства метро
Проект строительства Молжаниновской линии метро на период после 2025 года включает сооружение двух станций метро в районе Коптево, которые должны соединить жилые районы Коптево с метро «Марьина Роща» и далее с центром Москвы. Молжаниновская линия метро в проекте включает станции. Линия должна пройти вдоль Онежской улицы в Головинском районе и далее на север.

## Северо-Западная хорда
Северо-Западная хорда строится вместо Четвёртого транспортного кольца, от строительства которого было решено отказаться в силу его крайней дороговизны. Хорда насчитывает в себе 5 участков, которые проектируются и строятся отдельно друг от друга.
В рамках строительства второго участка хорды осуществлена реконструкция Большой Академической улицы на всём протяжении со строительством двух эстакад и двух тоннелей. Для пешеходов предусмотрены 8 внеуличных (подземных и надземных) пешеходных переходов.

### Алабяно-Балтийский тоннель
В рамках проекта «Большая Ленинградка» построен Алабяно-Балтийский тоннель, как составной части Развязки на Соколе, выходящий на Большую Академическую улицу. Он соединил Большую Академическую улицу с улицами Балтийской и Алабяна. Тоннель проходит под Замоскворецкой линией метро, Волоколамским и Ленинградским туннелями, коллектором речки Таракановки и путями Рижского направления МЖД.
Полноценное движение по тоннелю открылось 25 декабря 2015 года.

### Михалковский тоннель
Михалковский тоннель под перекрёстком улиц Большой Академической и улиц Прянишникова/Михалковской (к северу от тоннеля — Михалковская; к югу — Прянишникова) открыт 30 ноября 2015 года; его длина: 410 метров (закрытая часть — 110 м). Вдоль тоннеля построены боковые проезды для съезда-заезда на Михалковскую улицу, а также развороты.

### Реконструкция улицы
С января 2012 года идёт реконструкция Большой Академической улицы. После реконструкции на улице появятся две дополнительные полосы: ширина проезжей части на всём протяжении улицы будет составлять 6 полос движения в обоих направлениях (6×3,5 м), основная магистраль будет проходить на расстоянии не менее 10 м от жилых домов. В местах остановок будут устраиваться заездные карманы глубиной 2 м.
Для частичной компенсации ущерба от шума проходящей вплотную к жилым домам магистрали запланирована замена стеклопакетов, а вдоль Большой Академической улицы будут установлены шумозащитные экраны общей длиной почти 3 км. Сроки замены стеклопакетов неоднократно срывались генподрядчиком ООО «НПО „Космос“».
Проектом реконструкции Большой Академической улицы предусмотрено компенсационное озеленение территории. С целью сохранения экологии района вместо деревьев, которые попали в зону строительства и были вырублены, будут посажены новые на ближайших территориях.
Реконструкцию планировали закончить в первом квартале 2013 года.
В 2019 году участок Большой Академической улицы от улицы Прянишникова до Академического проезда был благоустроен по программе «Мой район». На пустыре бывшего Жабенского луга появилось новое прогулочное пространство. В сквере уложили пешеходные дорожки, установили фонари и скамейки, построили детскую площадку с горками, скалодромами и качелями, а также воркаут-площадку с турниками.

## Фотогалерея

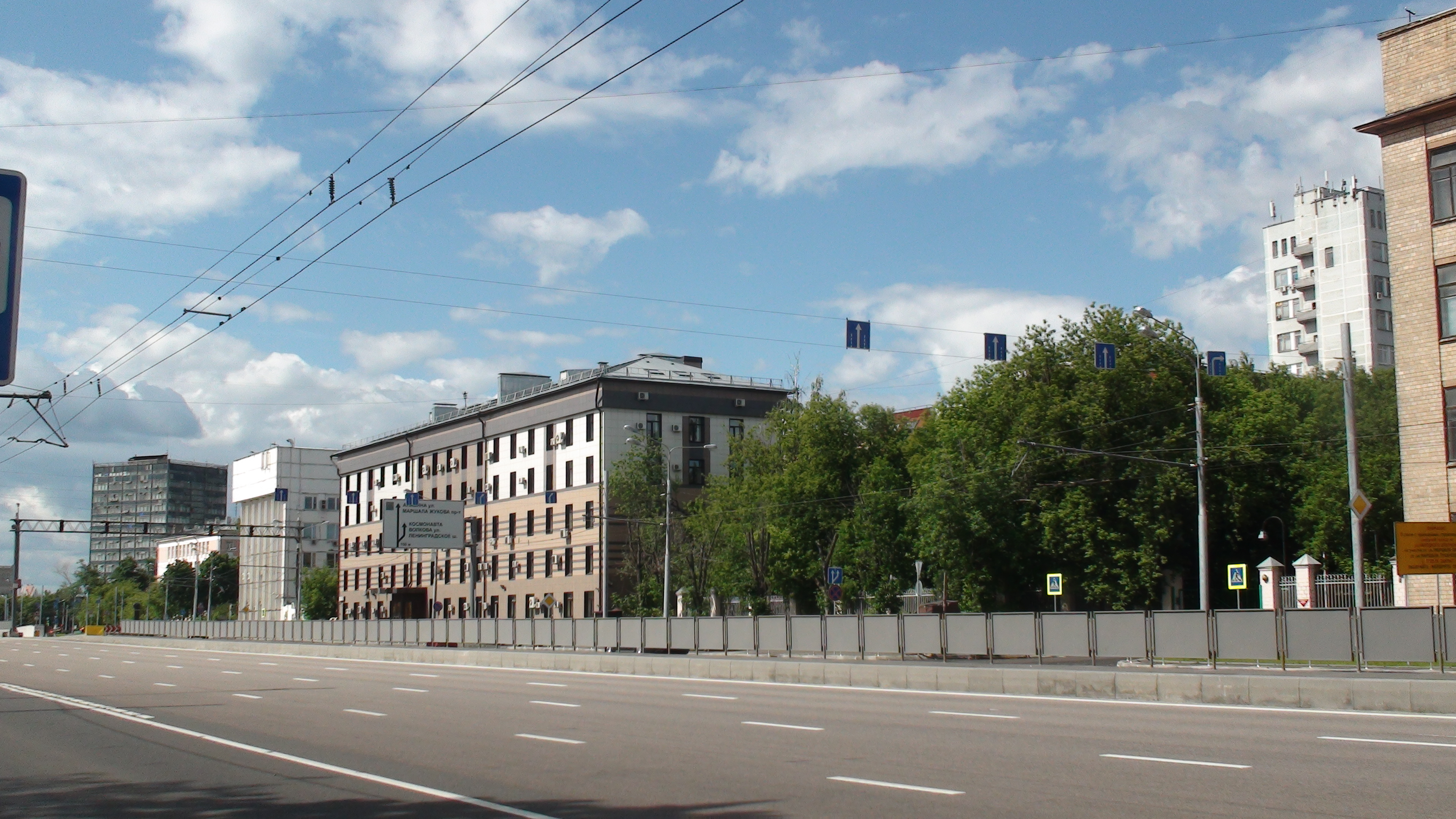
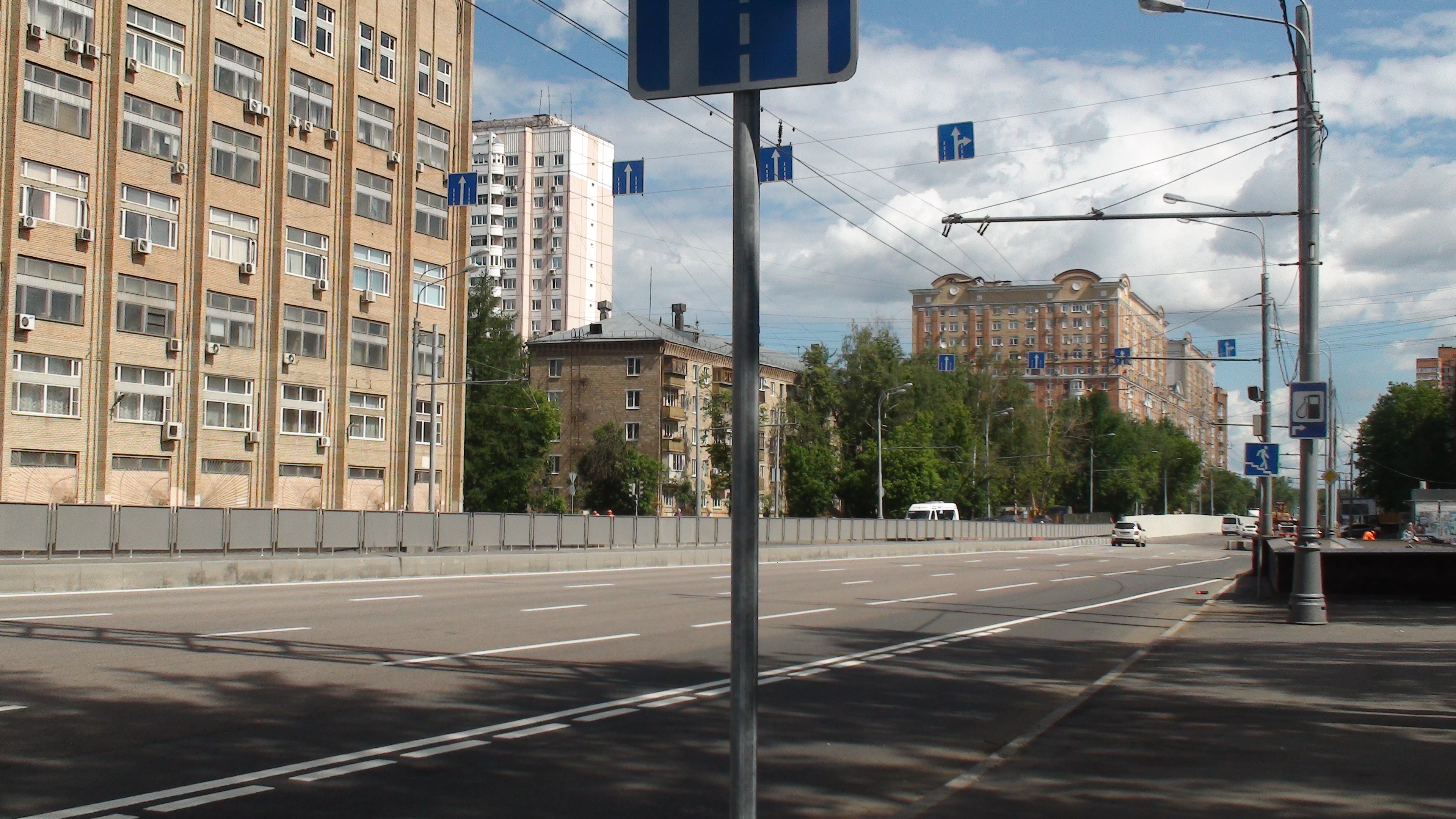
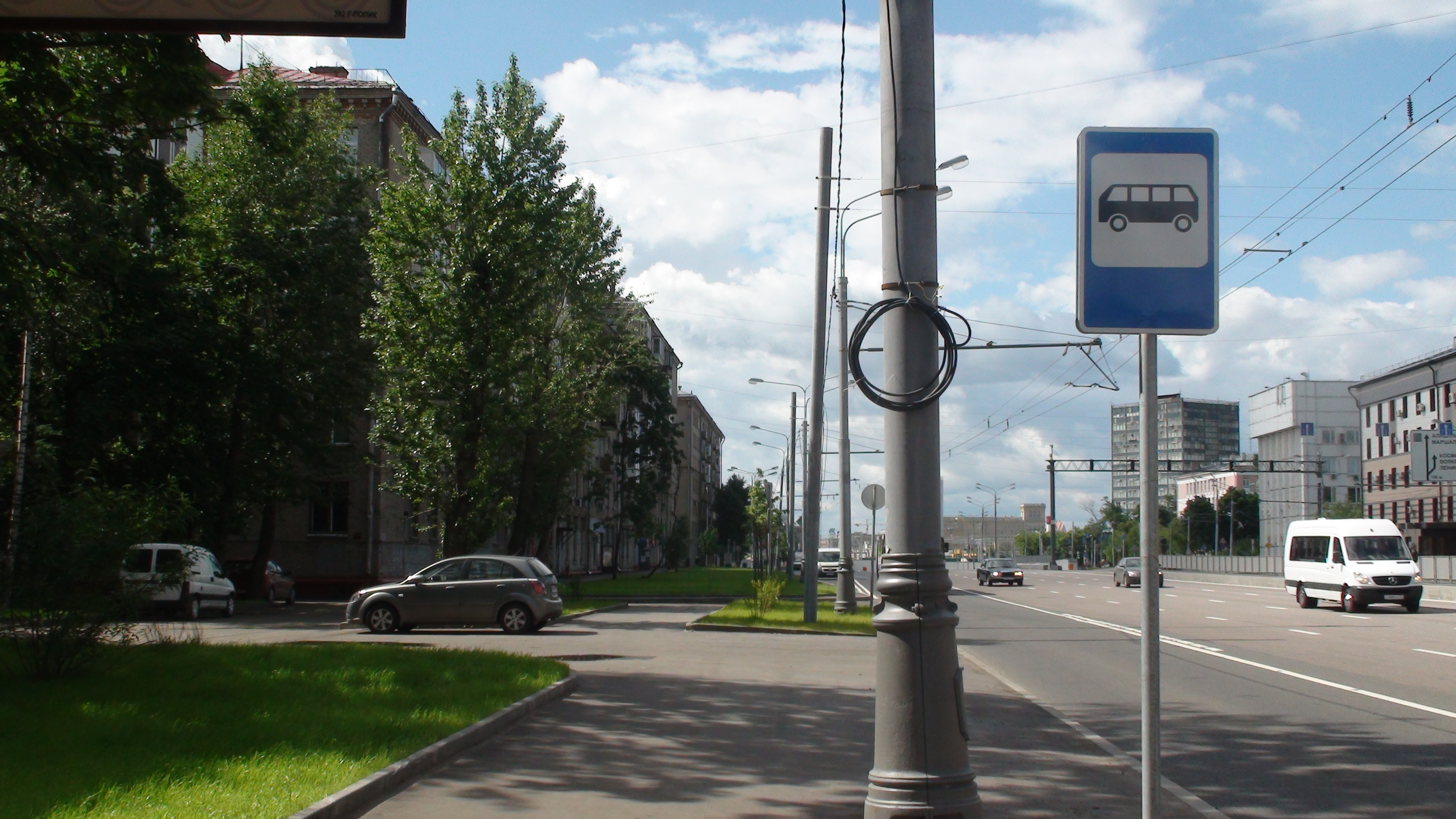
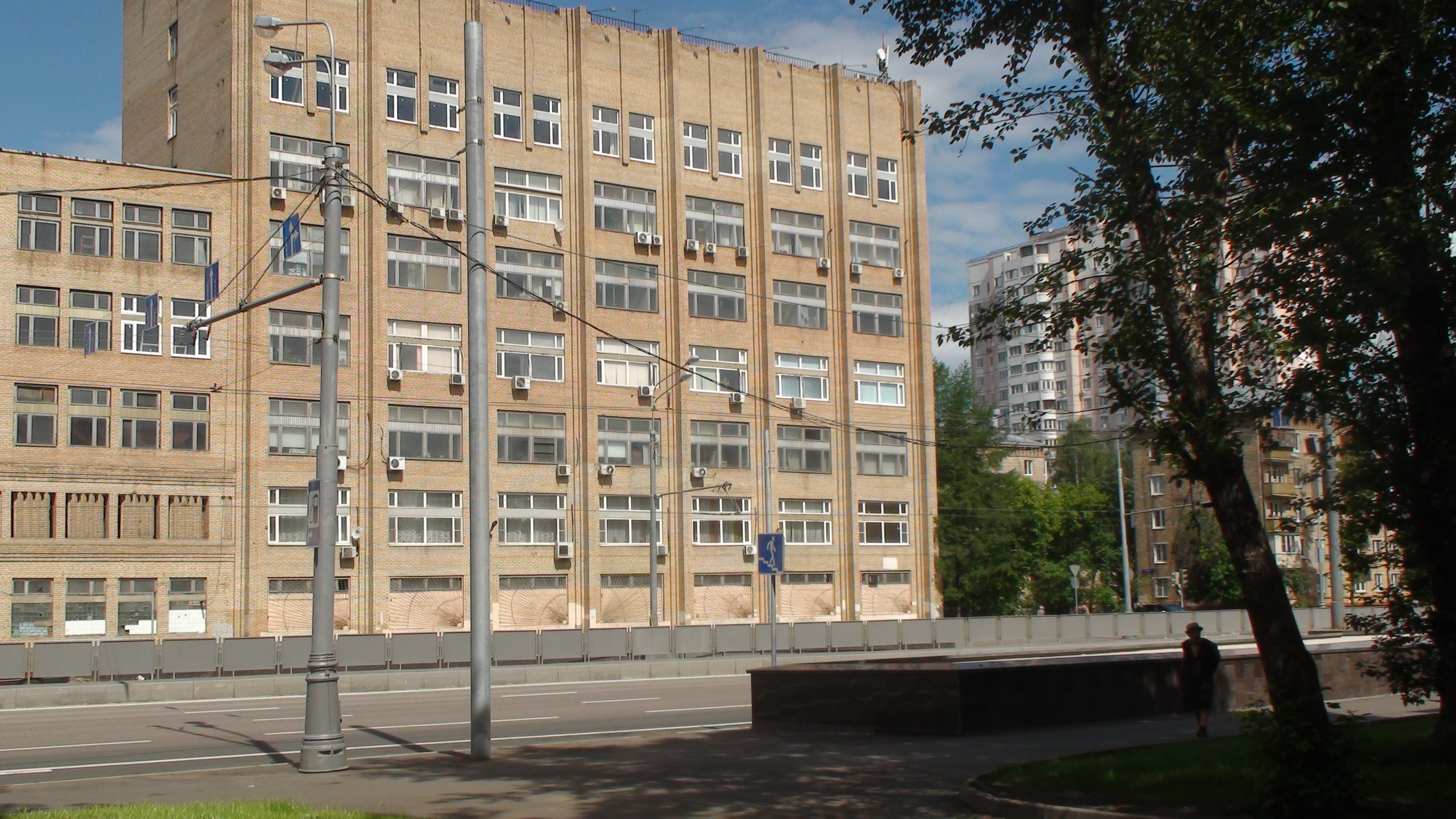
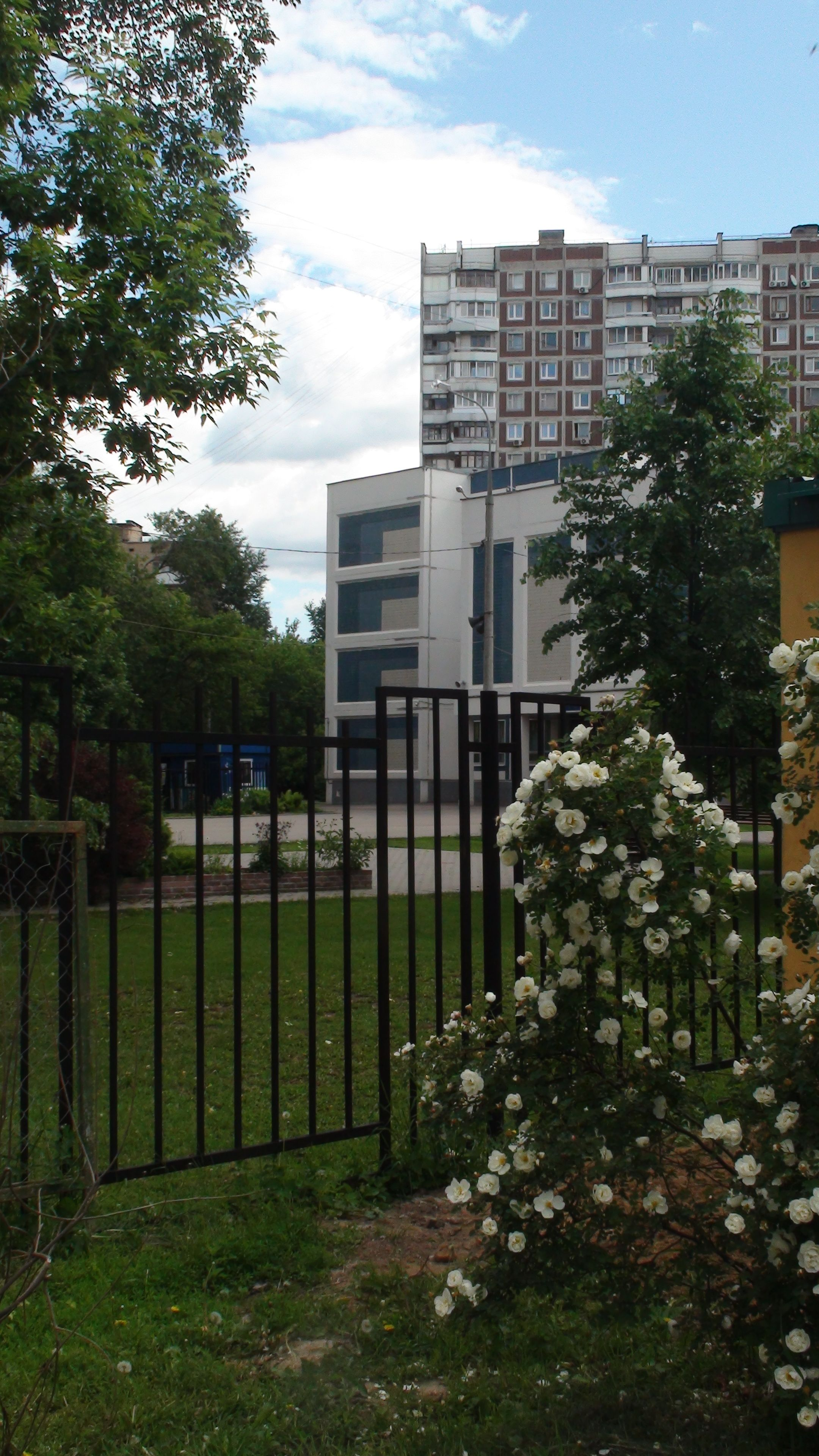
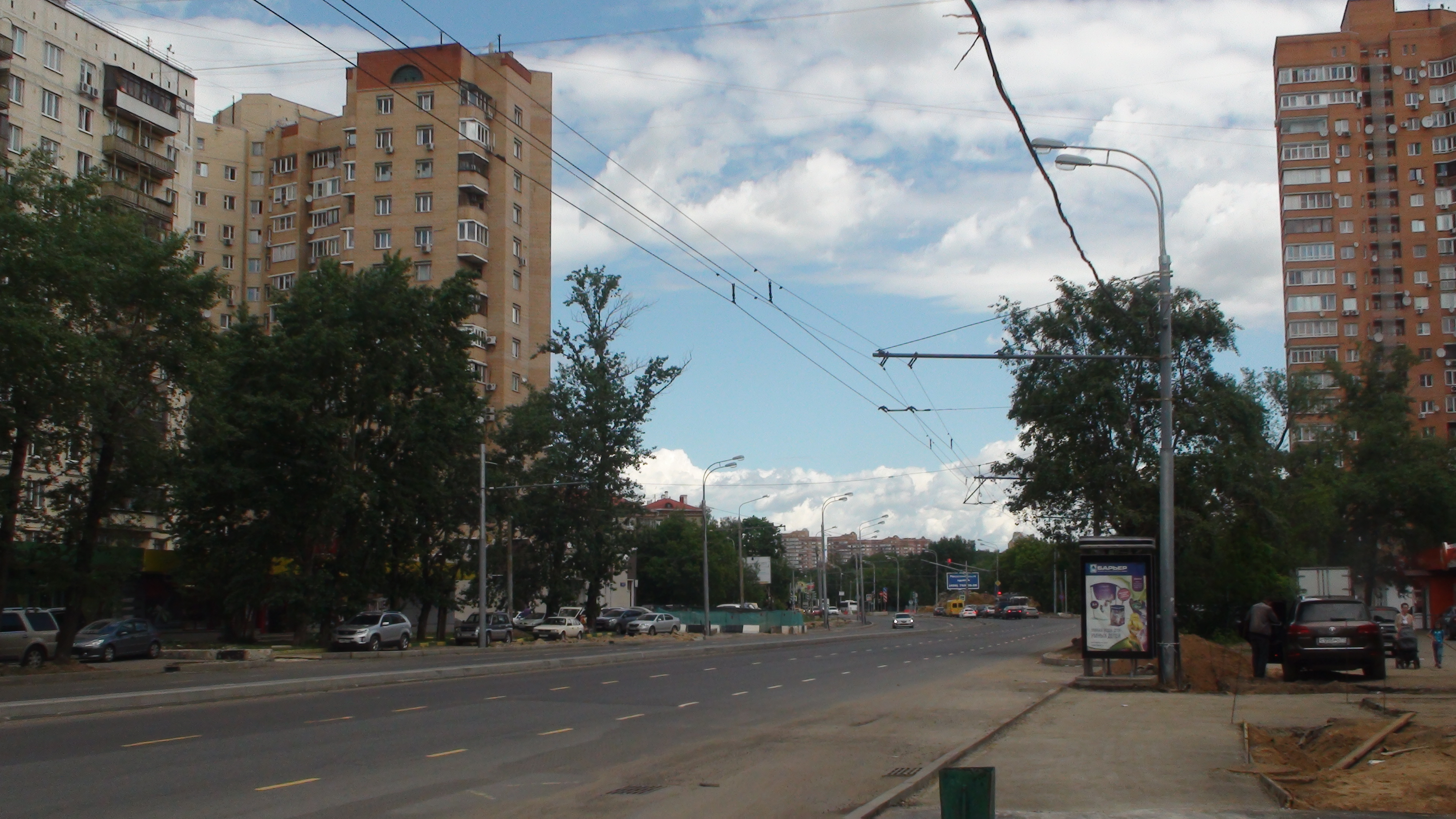
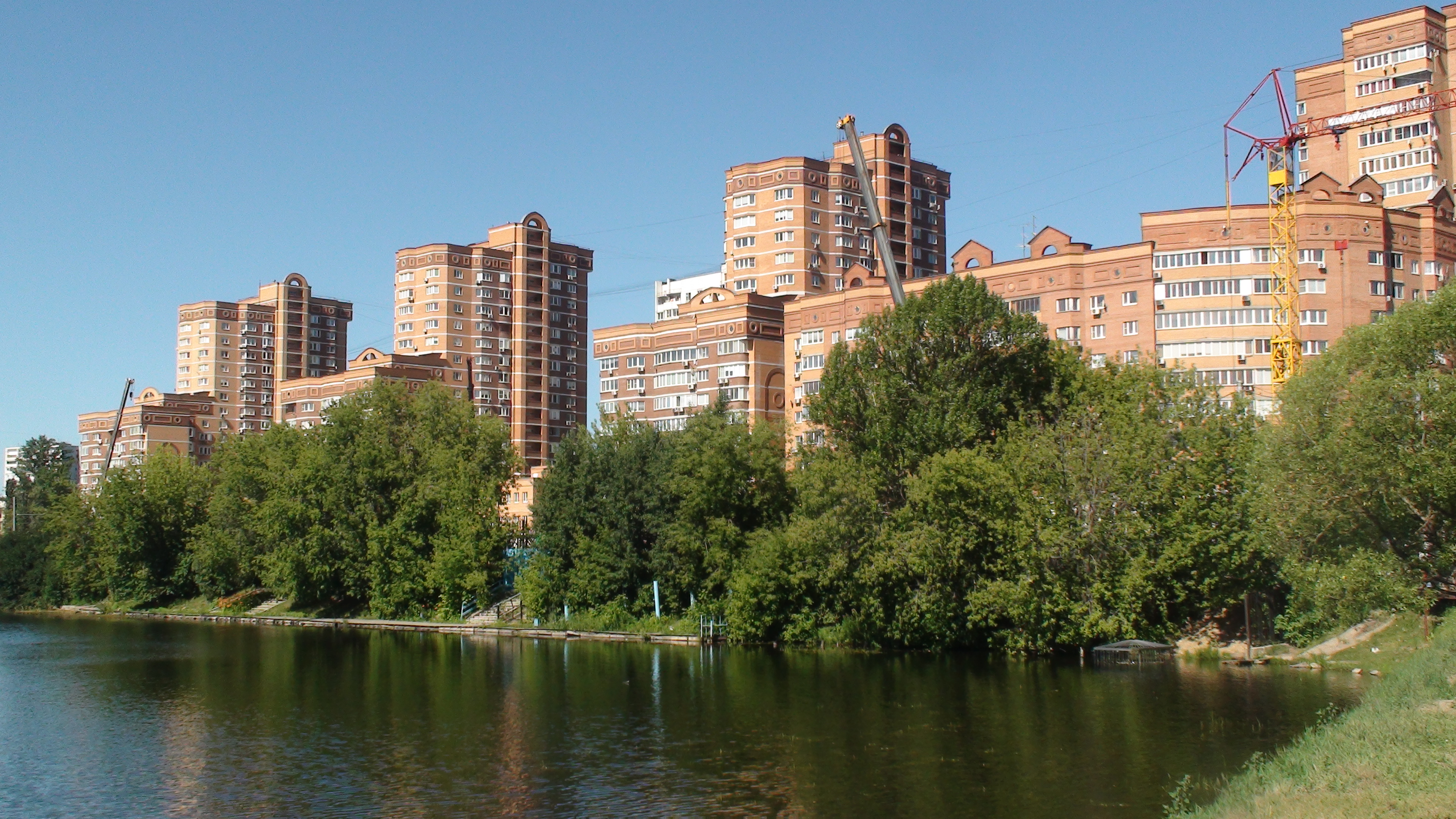
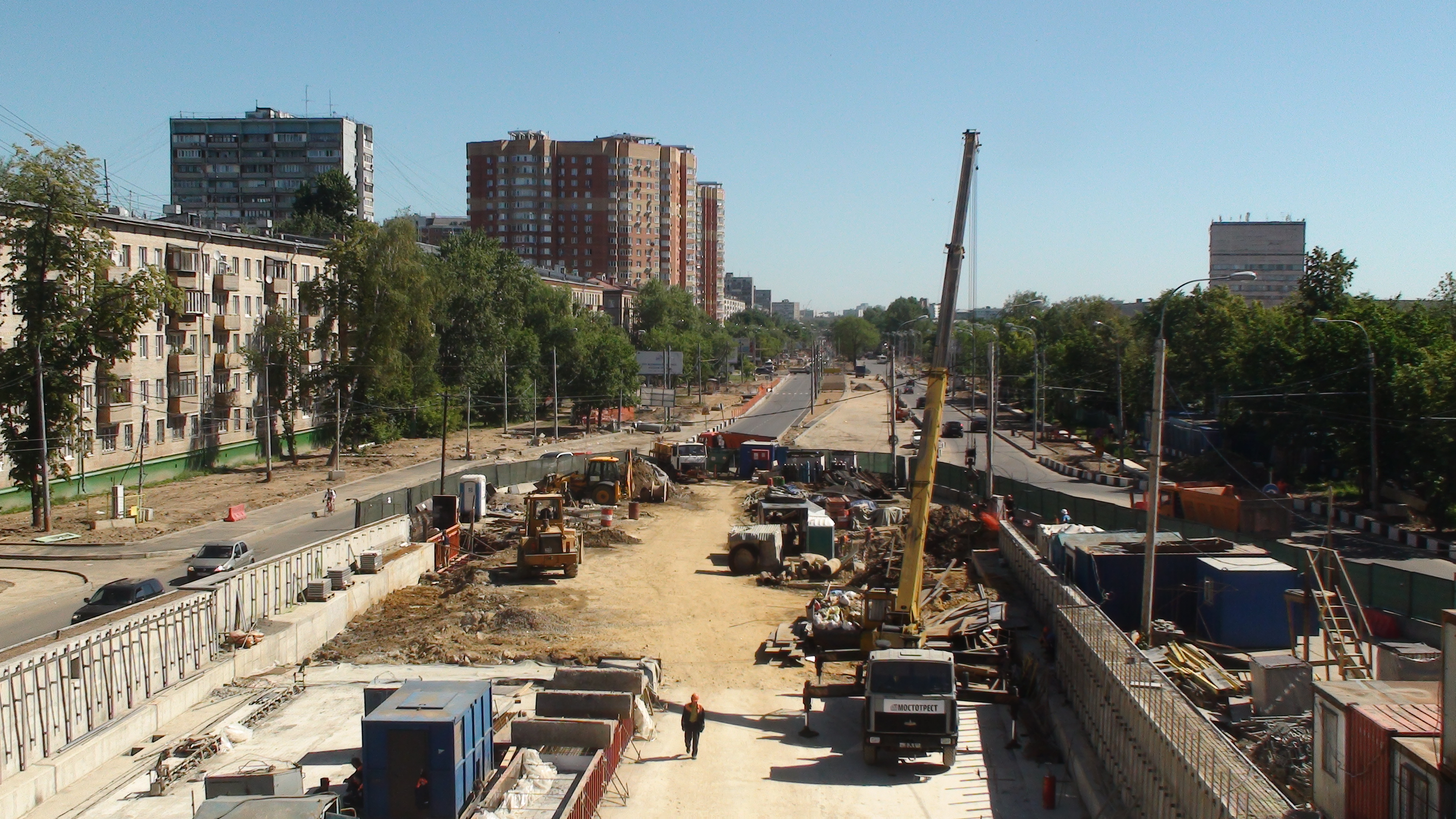